# تيار الغريب
تيار الغريب يعرف هذا التيار أيضا بالغريب أو بالتجديد الأول. وهو التيار الشعري الذي أعد تحت ريادة أورخان ولي قانيق، أوكتاي رفعت ومليح جودت أنضاي. ويدافع عن وجوب التخلص من المفاهيم التي كانت ولا تزال باقيه في الشعر التركي حتى اليوم ويثور ضد الحسيه والشكليه ويعتمد على جمال القول. ففي عام 1941 قام الثلاثة أورخان ولي قانيق،أوكتاي رفعت ومليح جودت أنضاي بجمع أشعارهم المتمرده على القول المبتذل والشعرية والحسيه المفرطه التي كانت في الشعر في كتاب بعنوان الغريب. وإن اسم الغريب الذي وضع على الكتاب قد اكتسب هويه تعكس شخصية الثلاث شعراء وأيضا تعكس التيار الجديد الذي بدأ في الشعر التركي.
وقد ثارو ضد كل أنواع القواعد التي في الشعر والقوالب التي أُعدت من قبل ومالم يكن قاعده جعلوه قاعده. كما دافعو عن وجوب الكتابة الحرة فيما لا يتعلق بوزن الشعر والقافيه والرباعيه. ووسعو الموضوعات الشعرية ودافعو أيضاً عن إمكانية الكتابة في كل المواضيع الشعرية والتي تعد نوعاً مختاراً حتى ذلك اليوم. واستخدمو لغة المحادثة في الشعر وأظهرو إمكانية استخدام كلماتٍ شائعه في الشعر مثل كلمة «ناصر». كما أنهم قد أضافو الأقوال الشعبية إلى الشعر. ومع كل تلك الخصائص المتناقده فقد استطعنا اليوم فقط أن نفهم تيار الغريب ذلك التيار الذي لم يبدو مثل الشعر والذي جمع ردود الأفعال في الأدب التركي.